# Free jazz
Il Free jazz è uno stile di jazz caratterizzato dalla ricerca di un’estrema libertà armonica e ritmica, basato sull’improvvisazione e senza schemi formali precostituiti. Il titolo di un disco del 1960 del sassofonista Ornette Coleman è passato a indicare questo stile di jazz.
Il free jazz, talvolta noto come free form, è una forma di musica sperimentale nata tra New York e Chicago, tra la fine degli anni cinquanta e l'inizio degli anni sessanta, parallelamente al sorgere delle grandi battaglie razziali di Martin Luther King e, soprattutto, di Malcolm X: il Black Power sarà sempre un marchio distintivo dei musicisti "Free". Il genere ha rivestito e riveste, perciò, una grande valenza sociale.
Come indica il nome si tratta di un tipo di musica libera, completamente al di fuori degli schemi: uno dei limiti estremi raggiunti negli anni è stata la partitura per quintetto che prevedeva la libera improvvisazione contemporanea, di tutti gli strumenti secondo l'estro del momento.
I caratteri di novità di questo stile rispetto ai precedenti consistono nella frammentazione e irregolarità del ritmo e della metrica, nell'atonalità che può arrivare fino al rumorismo, nell'assorbimento di tradizioni musicali provenienti da ogni parte del mondo (tanto che può essere considerato un antenato della World Music) e soprattutto nella tensione, intesa come intensità e liricità, che talvolta assume caratteri orgiastici e liberatori.
Tra gli album che meglio rappresentano la nascita di questo stile ricordiamo: Free Jazz: A Collective Improvisation di Ornette Coleman (considerato il padre di questa musica sperimentale), e Freedom Now Suite di Max Roach.

## La nascita del movimento

### Premesse
Alla fine degli anni cinquanta, la spinta rivoluzionaria del bebop di Parker, Gillespie e soci sembrava storia passata, generi più tranquilli, rilassati, a tratti disimpegnati come il cool jazz o il west coast jazz nel corso di tutto il decennio si affiancarono ad un recupero, semplificato e nero, della matrice bebop, al dixieland revival, alla diffusione di un filone di mezzo, una corrente principale basata sul tardo swing per piccoli complessi aggiornato con alcuni raggiungimenti ritmico-armonici del bop. Parallelamente però, in una America ancora ampiamente segregata, crescevano le contraddizioni e i contrasti; la voglia di giustizia e di ribellione del popolo nero per i soprusi e le violenze, da sempre subite, sembrò sul punto di esplodere.

### Origini

#### Intuition&Digressione inizi
I primi esempi di registrazioni musicali jazz in forma di improvvisazione libera includono opere da parte del chitarrista Django Reinhardt e un paio di incisioni del 1949 per l'etichetta Capitol di un gruppo guidato da Lennie Tristano, Intuition e Digression. Era questa una musica free "da camera", ispirata alla musica classica: improvvisazione totale nell'ambito di un decoro formale totale e senza sbavature.
Dalla metà degli anni cinquanta, il sassofonista Jackie McLean stava esplorando un concetto chiamato "The Big Room", dove le regole spesso rigide del bebop potevano essere allentate o abbandonate del tutto. Allo stesso modo, Cecil Taylor, il pianista più importante del free jazz, iniziò ad estendere i confini del bop già nel 1956.
Il trio composto da Jimmy Giuffre, Paul Bley e Steve Swallow, ricevette poca attenzione durante la sua incarnazione originale del 1960-62, ma successivamente i tre sono stati considerati come una delle formazioni più innovative e fonte di ispirazione per lo sviluppo di quello che sarebbe diventato il free jazz. La loro era comunque ancora una musica molto rarefatta, tutt'altro che violenta.
Le registrazioni di Eric Dolphy effettuate con Charles Mingus, John Coltrane, e Chico Hamilton, insieme al suo lavoro da solista, contribuirono a gettare le basi per l'avvento del free jazz nella comunità musicale.
Il free jazz è principalmente un genere strumentale. Tuttavia, Jeanne Lee era una notevole cantante free jazz, come anche Sheila Jordan, Linda Sharrock, Abbey Lincoln, e Patty Waters che diedero un contributo notevole al genere.

#### Ornette Coleman & Cecil Taylor
Le registrazioni di metà anni cinquanta effettuate da Ornette Coleman per la Contemporary (Something Else!!!!, Tomorrow Is the Question!) e i primi due album di Cecil Taylor (Jazz Advance e Looking Ahead!) segnano l'inizio del free jazz vero e proprio, anche se conservano ancora reminiscenze e stilemi del bebop e dell'hard bop.

#### We Insist! - Freedom Now Suite
L'album di Max Roach intitolato We Insist! - Freedom Now Suite (1960), anche se non può considerarsi appieno un disco free jazz, contiene in nuce molti elementi di quello che caratterizzerà il nascente genere musicale; le forti tematiche razziali, l'assoluta libertà di esecuzione della suite, e certi passaggi musicali particolarmente ostici all'ascolto, lo rendono un'opera fondamentale per lo sviluppo del genere free jazz.

#### Charles Mingus
Alcune opere del bassista Charles Mingus furono importanti per la nascita e l'affermarsi del free jazz. Di particolare rilievo sono i suoi primi album per la Atlantic, come The Clown, Tijuana Moods, e soprattutto Pithecanthropus erectus, la cui title track contiene una sezione liberamente improvvisata in uno stile non correlato alla melodia della canzone o alla struttura formale degli accordi. I suoi contributi sono stati in primo luogo gli sforzi fatti per riportare l'improvvisazione collettiva in una scena musicale che era dominata dalle improvvisazioni soliste (come conseguenza dello sviluppo delle big band). La sua musica ha fatto riflettere sulle idee di libertà del popolo afroamericano, ma ha anche guardato al passato, attingendo dal bop e anche da altri stili.

#### Sun Ra
Anche gran parte della musica di Sun Ra potrebbe essere classificata come "free jazz", in particolare i suoi lavori degli anni sessanta registrati a New York, anche se Sun Ra ha sempre ripetutamente affermato che la sua musica era ragionata e composta in maniera tradizionale, che non fosse frutto dell'improvvisazione, nonostante sembrasse più "free" di quanto suonato dagli stessi artisti propriamente appartenenti alla corrente del free jazz. La musica di Sun Ra, specialmente quella di dischi come The Heliocentric Worlds of Sun Ra (1965) o The Magic City (1966), fu, infatti, immersa in quello che potrebbe essere definito come un nuovo misticismo nero.

#### Il periodo "free" dell'ultimo Coltrane
Il celebre John Coltrane, sebbene aderì compiutamente alla nuova corrente musicale free soltanto nel 1965 con l'album Ascension (considerato un caposaldo del genere), produrrà da lì in poi, anche grazie all'incontro e all'influenza del sassofonista free Pharoah Sanders, per tutti i restanti pochi anni di carriera prima della morte, opere determinanti per la diffusione globale del free jazz come gli album Meditations, Om, Kulu Sé Mama, Live in Japan, e Live at the Village Vanguard Again!; Trane sperimenterà l'esasperazione totale dell'improvvisazione (30 minuti, un'ora) e delle possibilità fisiche dello strumento, arrivando a dei momenti di "quasi inascoltabilità della sua musica" (Live in Seattle).

#### Archie Shepp
Altro musicista di spicco in ambito free jazz è Archie Shepp, noto all'interno del movimento per le sue posizioni ideologiche afrocentriche. Nel 1965 con la pubblicazione di Ascension, Shepp e Coltrane diventano gli esponenti di spicco dell'avanguardia newyorchese. Questa situazione diventa emblematica con l'uscita dell'album New Thing at Newport in cui una facciata dell'LP è dedicata a Coltrane e l'altra a Shepp, e degli album Fire Music e Three for a Quarter, One for a Dime del solo Shepp.

#### La furia iconoclasta di Albert Ayler
Il sassofonista Albert Ayler, con la sua musica dura, stridente, incompleta, piena di elementi folk che richiamano il blues, il gospel e le marce della vecchia New Orleans, e che suscita clamori e dissapori, viene considerato uno dei musicisti simbolo del free jazz anni sessanta nella sua eccezione più di "rottura" della tradizione jazzistica. Il suono di Ayler è spesso insopportabile, rabbioso, spinto al limite del rumorismo e dell'inascoltabilità, una ripetizione ossessiva di pura libertà creativa. Nonostante ciò, Ayler riporta al centro dell'attenzione la melodia rispetto al ritmo e all'armonia, facendo spesso uso anche di motivi semplici come marcette militari e canti popolari, riletti però nel suo personalissimo stile.

### Diffusione in Europa
In Europa, il free jazz penetrò attraverso gli esperimenti di esuli giamaicani come il sassofonista Joe Harriott. A partire dalla fine degli anni cinquanta, Harriott lavorò sul concetto distintivo di ciò che egli definiva "forma libera". Queste esplorazioni musicali furono portate avanti parallelamente anche da Coleman sotto molti aspetti, ma il lavoro svolto da Harriott ebbe poca risonanza al di fuori dell'Inghilterra. A partire dalla metà degli anni sessanta, musicisti come il chitarrista Derek Bailey, i sassofonisti Peter Brötzmann ed Evan Parker e il batterista John Stevens svilupparono un linguaggio musicale che verrà definito "free improvisation". Esso prese spunto dal free jazz per poi muoversi e svilupparsi lontano dalla tradizione del jazz (spesso grazie anche all'ispirazione ricevuta da compositori contemporanei come Anton Webern e John Cage).

### Sviluppo
Il free jazz degli anni sessanta confluì in seguito nel "loft jazz" degli anni settanta che nacque a New York (in luoghi come lo Studio RivBea di Sam Rivers), e negli anni ottanta creò la scena "downtown" associata a luoghi come la Knitting Factory. Una nuova generazione di musicisti tra cui David S. Ware, Matthew Shipp, William Parker e Joe Morris ha continuato a sviluppare e suonare il free jazz ispirato dal lavoro pionieristico della "New Thing" dei sessanta. Come altri stili di jazz, il free jazz ha anche adottato elementi di rock contemporaneo, funk e musica pop: Ornette Coleman fu ancora una volta un leader in materia, abbracciando la musica elettrica con la sua band Prime Time nel 1970, e un certo numero di altri artisti tra cui James Blood Ulmer, Sonny Sharrock, e Ronald Shannon Jackson hanno forgiato il proprio stile combinando elementi di free jazz e fusion.
Molti musicisti mantengono attualmente in vita lo stile free jazz al giorno d'oggi. Due sono le scene principali: a New York e a Chicago. A New York, gli artisti principali del genere sono William Parker, Matana Roberts, Chad Taylor, John Zorn, e Medeski Martin and Wood, mentre a Chicago citiamo Fred Anderson, Nicole Mitchell, Ernest Dawkins, Karl E.H. Seigfried, Ken Vandermark, e Hamid Drake.